# Gaffelfibbla
Gaffelfibbla är en flerårig ört. Gaffelfibbla kan bli omkring tre decimeter hög och är glest grenad, ibland gaffelgrenad. Den är bladlös eller har ett litet blad. Gaffelfibbla blommar i juni-juli, blommorna är gula. Den är lokalt ganska vanlig på södra Ölands alvar, men förekommer även på kalkhällmarker på norra Gotland, såsom i Ojnareskogen.